# Stanislaw Rejchan
Stanisław Józef Rejchan, né le 17 septembre 1858 à Lviv (Autriche-Hongrie) et mort le 18 juin 1919 à Cracovie (Pologne), est un peintre, graveur et illustrateur polonais.

## Biographie
Stanisław Józef Rejchan est né dans un milieu artistique originaire de Galicie, son père, Alojzy Rejchan (1807-1860), son grand-père Józef Rejchan (1762-1818), et son arrière-grand-père Maciej Reichan, étaient tous peintres. Stanislaw entre à l'Académie des Beaux-Arts de Vienne en 1877. En 1880, il arrive à Paris et poursuit ses études dans les ateliers de Léon Bonnat et Jean-Paul Laurens. Il expose pour la première fois au Salon des artistes français en 1884, un portrait peint féminin. Par la suite, il est présent au Salon en 1885, 1888, 1889, 1890 et 1897. Sa principale source de revenus vient des illustrations commandées par des magazines français tels que Le Monde illustré, la Revue illustrée, l'Illustration, Le Figaro illustré, La Mode illustrée, Le Soleil du dimanche, Paris illustré, L'Univers illustré, mais aussi britanniques, comme The Graphic, The Illustrated London News. Il collabore également au périodique allemand Fliegende Blätter et à des magazines polonais tels que Tygodnik Ilustrowany et Biesiada Literacka. 
L'artiste fait de nombreux voyages, entre autres vers l'Allemagne, la Russie, la Suisse, l'Angleterre et l'Italie. Après son retour à Lviv en 1896, Rejchan rejoint rapidement le courant dominant de la vie artistique de la ville, choisissant le département de dessin et des arts décoratifs de l'école industrielle de Lviv pour enseigner. Il expose à la Société des amis des beaux-arts de Lviv, au salon d'art privé du marchand Aleksander Krywult (1845-1903), à la Société des amis des beaux-arts de Cracovie et enfin à la Société pour l'encouragement des beaux-arts de Pologne.
Il a produit des gravures sur bois, et des images pour des ouvrages de bibliophilie.

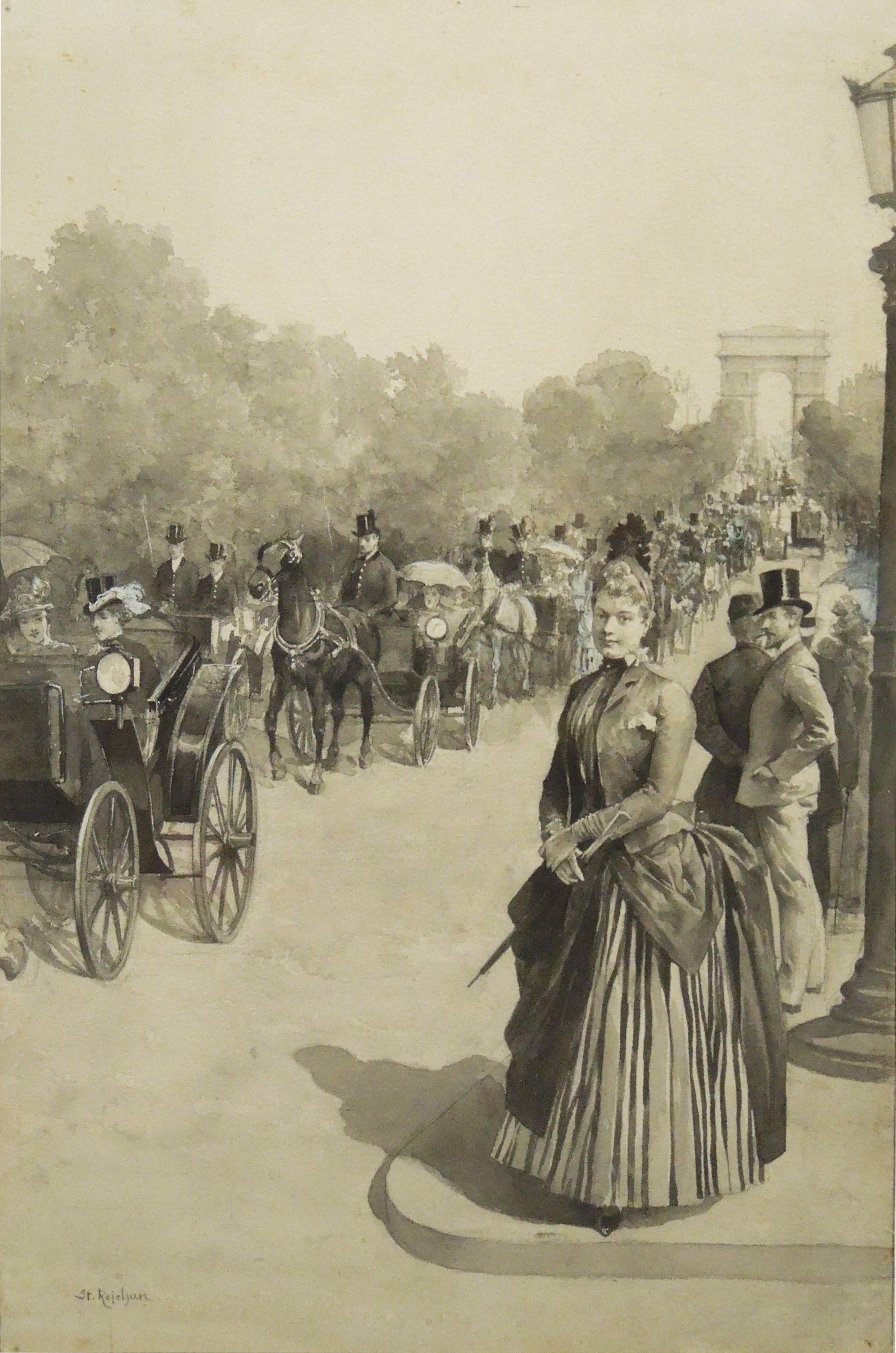
Le Boulevard Parisien. Maria Chełmońska aux Champs-Élysées, dessin à l'encre, 1884.

## Ouvrages illustrés
- Alphonse Daudet, Sapho. Mœurs parisiennes, Maison Quantin, 1885.
- Octave Feuillet, Monsieur de Camors, onze compositions gravées par Marie Louveau-Rouveyre, MM. Daumont et Albert Duvivier, Maison Quantin, Coll. « Calmann Lévy - Les Chefs-d'œuvre du roman contemporain », 1885.
- André Theuriet, Contes pour les jeunes et les vieux, 65 compositions avec Myrbach et Maurel gravées par Alfred Prunaire, Alphonse Lemerre, 1887.
- André Theuriet, Contes pour les soirs d'hiver, Alphonse Lemerre, 1889.
- Joséphine Colomb, La Fille des bohémiens, 112 dessins gravés, Hachette, 1891.
- Ernest d'Hervilly, Au bout du monde ! Les vacances de M. Talmouse, compositions avec Felician Myrbach et Édouard François Zier, Alphonse Lemerre, 1898.

## Collections publiques
- Musée national de Varsovie[3]
- Paris, Grand Palais[4].